# Machaerium lanceolatum
Machaerium lanceolatum là một loài thực vật có hoa trong họ Đậu. Loài này được (Vell.) J.F.Macbr. miêu tả khoa học đầu tiên.